# El último inquilino
El último inquilino (título original: The Last Tenant) es un telefilme estadounidense de drama de 1978, dirigido por Jud Taylor, escrito por George Rubino, musicalizado por Dick Hyman, en la fotografía estuvo Sol Negrin y los protagonistas son Tony Lo Bianco, Lee Strasberg y Christine Lahti, entre otros. Este largometraje fue producido por Herbert Brodkin Productions y Titus Productions; se estrenó el 25 de junio de 1978.

## Sinopsis
Un grupo de familiares afronta complicadas decisiones acerca del cuidado de su anciano padre, ya que no puede vivir solo con seguridad y requiere cuidados todo el tiempo.